# Trzęsienie ziemi w Iburi (2018)
Trzęsienie ziemi w Iburi – silne trzęsienie ziemi o magnitudzie 6,6 stopni w skali Richtera, które nawiedziło Japonię w podprefekturze Iburi, oraz południową prefekturę Hokkaido 6 września 2018.

## Trzęsienie ziemi
Około 3:08 czasu lokalnego, trzęsienie ziemi magnitudzie 6,6 uderzyło w podprefekturze Iburi oraz w południowej prefekturze Hokkaido w Japonii. Epicentrum trzęsienia ziemi znajdowało się w pobliżu Tomakomai i miało miejsce na głębokości 33,4 km (20,8 mil). Trzęsienie ziemi było silnie odczuwalne w prefekturach Hokkaido i Aomori, i zakłóciło obsługę elektryczną w całym Hokkaido, pozostawiając 5,3 miliona mieszkańców bez prądu. Zginęły 44 osoby, a 660 zostało rannych.